# Wieprz Landskabspark
Wieprz Landskabspark (Nadwieprzański Park Krajobrazowy) er et beskyttet område (Landskabspark) i det østlige Polen. den er  oprettet i 1990 og dækker et område på 44,32 km².
Parken ligger i Lublin Voivodeship, på en strækning af floden Wieprz nær byen Łęczna.

51°10′N 23°01′Ø / 51.17°N 23.01°Ø